# Copidozoum balgimae
Copidozoum balgimae är en mossdjursart som beskrevs av Reverter-Gil och Fernandez-Pulpeiro 1999. Copidozoum balgimae ingår i släktet Copidozoum och familjen Calloporidae.
Artens utbredningsområde är Gibraltar sund. Inga underarter finns listade i Catalogue of Life.